# Branko Topalović
Branko Topalović (Čazma, 19 luglio 1944) è un ex calciatore jugoslavo.

## Carriera
Formatosi nel Partizan, nel 1965 passa al Borac Banja Luka, con cui ottiene il dodicesimo posto nel girone occidentale della serie cadetta jugoslava.
Nell'estate 1967 venne ingaggiato dagli statunitensi del St. Louis Stars. Con i Stars ottenne il secondo posto della Western Division della NPSL, non qualificandosi per la finale della competizione.
Nel 1969 torna in patria per giocare nel Radnički Kragujevac, società con cui disputa tre stagioni nella massima serie jugoslava, retrocedendo in cadetteria al termine della Prva Liga 1971-1972.
Nel 1972 si trasferisce in Germania per giocare nel Preußen Münster, società militante nella cadetteria tedesca. Nella Regionaliga 1972-1973 Topalović con il suo club ottiene il tredicesimo posto del girone occidentale, mentre in quella seguente ottiene il quinto posto del girone occidentale e la qualificazione alla futura 2. Fußball-Bundesliga. Nella stagione 1974-1975 Topalović ottiene con i suoi il nono posto del girone nord.